# مواد ناهمگون
مواد ناهمگون می‌تواند شامل پلاستیک‌ها، ابرآلیاژها، نیم‌رساناها، ابررساناها و سرامیک‌ها باشد.

## فلزات و آلیاژهای ناهمگون
نمونه‌هایی از فلزات و آلیاژهایی که می‌توانند ناهمگون باشند:
- آلومینیوم
- نیکل
- کروم
- کبالت
- مس
- هاستلوی
- اینکونل
- جیوه (عنصر) (معروف به سیماب، زیبق)
- مولیبدن
- مونل
- پلاتین
- فولاد ضدزنگ
- تانتالوم
- تیتانیوم
- تنگستن یا ولفرامیت
- واسپالوی

## یادداشت
1. ↑  Hummel, Rolf E. (2004), Understanding Materials Science: History, Properties, Applications (2nd ed.), Springer, p. xi, ISBN 978-0-387-20939-5, retrieved 2011-04-11